# Porcelain Black
Alaina Marie Beaton (1985. október 1. – ) (ismertebb nevén Porcelain Black)  amerikai pop-rock stílusú énekesnő és dalszerző. 18 évesen kezdte karrierjét Porcelain and the Tramps néven a Virgin Records-nál. A kiadó és ő nem tudtak együttműködni, így 3 éven át próbált menekülni a kiadótól. 2009-ben RedOne Universal Republic kiadójához szerződött, és elkezdett dolgozni debütáló nagylemezén.
Black első kislemeze, a This Is What Rock n’ Roll Looks Like Lil Wayne közreműködésével készült. Mérsékelt sikereket ért el a Billboard Hot Dance Club Play listán. A dalhoz készült videóklipet Sanaa Hamri rendezte 2011 márciusában. YouTube-on ötmilliós nézettséget haladott meg a kisfilm. Második kislemeze, a Naughty Naughty hatodik helyezést ért el a fent említett listán, ezzel eddigi legsikeresebb dala lett az énekesnőnek.

## Családi háttere és tanulmányai
Black Sterling Heightsban, Michiganben nőtt fel. Édesapjának volt egy hajszalonja. Fodrász volt, így gyakran vitte Porcelaint divatbemutatókra. 6 éves korában szülei elváltak. Miután édesanyja újraházasodott, Rochesterbe költöztek, ahol az énekesnő középiskolába járt. Miután szegény környezetben nőtt fel, nem jött ki gazdagabb osztálytársaival, kiközösítették őt. 15 éves korában megtudta, édesapja rákos megbetegedés ellen küzd, mely annyira kihatott Black életére, hogy több iskolából kirúgták. Apja végül 16 éves korában halt meg. Porcelain versenyszerű táncokon vett részt több stílusban (például: jazz, hiphop és balett). Miután egy újabb iskolából küldték el, megszökött otthonról. Koldulni, kábítószerezni és inni kezdett. Miután viszont a Armor for Sleep mellett turnézott, visszatért Detroitba, befejezte káros életmódját.

## Zenei karrierje

### Porcelain and the Tramps: 2006-2009
Egy utazás során egy menedzser javasolta, keresse fel, miután betöltötte 18. életévét. Közel másfél évvel később Black Los Angeles-be költözött, és miután megismerkedett a menedzserrel, leszerződött a Virgin Records kiadóhoz. Porcelain and the Tramps néven kezdett el dolgozni, olyan előadókkal, mint Tommy Henriksen és John Lowery. Kiadója viszont nem kedvelte a zenéjét, inkább egy Avril Lavigne stílusához hasonló énekesnőt akart faragni belőle, annak ellenére, hogy tudta, Black milyen zenét szeret. Közreműködői sem nézték jó szemmel, ahogy egyes rockelemeket dance poppal kever. Porcelain a MySpace-en tette közzé munkáit, több mint 10 milliós látogatottságot elérve. Black szerezte a The Used Lunacy Fringe című dalát. Courtney Love is megkérte, dolgozzon vele. How Do You Love Someone? című dala Ashley Tisdale második, Guilty Pleasure című nagylemezére került fel. Kezdetben vonakodva "adta el" dalát, végül RedOne közreműködésével újra felvették azt saját nagylemezére.

### Debütáló album: 2009–jelen
Egy baráton keresztül RedOne producer hallott Blackről, és rögtön érdekesnek találta. 2009 novemberében találkoztak először egy stúdióban, a találkozót követő napon szerezték This Is What Rock n’ Roll Looks Like című dalukat. RedOne segített Blacknek "megszabadulni" a Virgin Records-tól, így az énekesnő leszerződhetett a 2101 Records-hoz. Black megismerhette Lil Wayne menedzserét, Derrick "EI" Lawrence-t. Miután Wayne-nel is megismerkedett, részt vehetett I Am Music Tour elnevezésű turnéján. Nevét Porcelain Blackre változtatta, mivel sokan a Porcelain and the Tramps-t egy együttesnek hitték. Színpadi neve gyerekkori becenevéből ered, mivel nagynénje rengeteg porcelánbabát adott neki, és úgy gondolta, nagyon hasonlítanak rá. A Black nevet azért tette hozzá, mert ez szerinte a törékeny porcelán ellentétét szimbolizálja. Szeretne a Porcelain and the Tramps-féle munkáival is foglalkozni a jövőben. Black szerezte a Lolita című dalt, mely Belinda mexikói énekesnő száma. Olyan videóklipekben jelent meg, mint Travie McCoy We’ll Be Alright-ja és Swizz Beatz Rock 'N' Roll-ja, valamint Jeffree Star Get Away With Murderje. Black a Rock of Ages című filmben kapott szerepet, melyben egy 80-as évekbeli metálegyüttes tagját alakítja. A Rock Angel című filmzenei dalt is ő énekli. RedOne mellett szerezte a Save You Tonight című számot, mely a One Direction debütáló, Up All Night című lemezén kapott helyet.
Black debütáló nagylemeze várhatóan 2012 nyarán vagy őszén jelenik meg. Eredetileg RedOne volt az összes szám producere, és a dalok többségét Porcelain mellett szerezte. Ennek ellenére - miután az album kiadását 2012-re halasztották - Black elkezdett más producerekkel is dolgozni. Kiderült, Eminemmel is dolgozott a How Do You Love Someone? című dalon. 2011. július 21-én lépett fel a The David Letterman Show című televíziós műsorban. Miután megjelent a This is What Rock n’ Roll Looks Like, 2011 végén kiadta Naughty Naughty című második kislemezét. Black egy interjúban jelentette be, a Mannequin Factory lesz az album harmadik kislemeze. 2012. április 11-én bejelentette, hogy a Porcelain and the Tramps korszakából való dalok (King of the World, Curiosity, I’m Your Favorite Drug) hamarosan napvilágot látnak. Black Twitteren közölte, hogy a Swallow My Bullet lesz a következő kislemez, melyhez hamarosan videóklip is érkezik. Azt is közölte, hogy a nagylemez megjelenése előtt még egy kislemez várható.

## Zenei stílus és inspirációk
Black hangja reszelősként jellemezhető. Zenéjét Marilyn Manson és Britney Spears gyermekeként szimbolizálta. Britney a koreográfiákhoz, Manson a hangzáshoz, dalszöveghez és előadásmódhoz ad neki ihletet. Black fekete és szőke hajszínét is ez a két előadó ihlette, hozzátette, egy olyan szereplőt akar ezzel bemutatni, aki egyaránt jó és rossz. A kritikusok szerint zenei stílusa inkább pop, mint rock, viszont Porcelain határozottan állítja, hogy ő a rock and roll-hoz áll közelebb. Édesapja Led Zeppelin, David Bowie és Jimi Hendrix rajongója volt, ez is kihatott zenei ízlésére. Hozzátette, Nine Inch Nails (és frontembere, Trent Reznor), Bjork, Fiona Apple, Skinny Puppy, AC/DC, Hole és Oasis is inspirálói közé sorolható.

## Diszkográfia

### Stúdióalbumok
- Mannequin Factory (2015)
- Porcelain And The Tramps (2007)

| Év   | Cím | Megjegyzések |
| ---- | --- | --- |
| 2015 | Mannequin Factory - Megjelent: 2015 - Kiadó: Virgin, 2101, Universal Republic - Formátumok: CD, digitális letöltés | Megerősített dalok; - This Is What Rock n’ Roll Looks Like - La Dee Da Dee - Mannequin Factory - Swallow My Bullet - Mama Forgive Me - Pretty Little Psycho - Rich Boi - How Do You Love Someone - I’m Your Favorite Drug - Too Much of Not Enought - Kisses Lose Their Charm - King of The World - Fuck Lika a Star - I'm Your Favorite Drug - Gasoline - Curiosity - Teeny Bopper Crack Whore |

### EP
- Porcelain And The Tramps EP
- Live from Studio Instrument Rentals EP
- Porcelain Black EP

### Kislemezek
| Dal                          | Év   | Album |                                                          |      |                                              |
| ---------------------------- | ---- | ----- | -------------------------------------------------------- | ---- | -------------------------------------------- |
| Dal                          | Év   | Album | "This Is What Rock n' Roll Looks Like" (feat. Lil Wayne) | 2011 | Mannequin Factory (hivatalosan nincs kiadva) |
| "Naughty Naughty"            |      |       |                                                          | 2011 | Mannequin Factory (hivatalosan nincs kiadva) |
| "One Woman Army"             | 2014 |       |                                                          |      | Mannequin Factory (hivatalosan nincs kiadva) |
| "Fling" (SWANBLACKSWAN-ként) | 2023 | ?     |                                                          |      |                                              |

### Videók
| Év   | Dal                                  | Rendező     | Forrás |
| ---- | ------------------------------------ | ----------- | ------ |
| 2011 | This Is What Rock n’ Roll Looks Like | Sanaa Hamri | [ 18 ] |

### Közreműködő előadóként
| Év   | Dal                  | Album                             | Előadó              |
| ---- | -------------------- | --------------------------------- | ------------------- |
| 2011 | Prisoner (Remix)     | Shit You Weren't Supposed to Hear | Jeffree Star        |
| 2012 | Jump Rope            | !Three Loco¡                      | Three Loco          |
| 2012 | DNA                  | Go! Pop! Bang!                    | Rye Rye             |
| 2012 | Sunday Bloody Sunday | —                                 | 7lions              |
| 2013 | Told You So          | Szitzo                            | Colette Carr        |
| 2017 | Bullets              | —                                 | ROKMAN & Detroit YB |
| 2020 | Trick                | America's Sweetheart              | Chanel West Coast   |

## Filmográfia
| Év   | Cím          | Szerep                       | Megjegyzés(ek)                    |
| ---- | ------------ | ---------------------------- | --------------------------------- |
| 2012 | Rock of Ages | 80-as évek beli metál énekes | Cameoszerep Saját dal: Rock Angel |

## Turnék
Nyitóelőadó
- 2008: I Am Music Tour (Lil Wayne)[19]